# Leipoldtia weigangiana
Leipoldtia weigangiana är en isörtsväxtart. Leipoldtia weigangiana ingår i släktet Leipoldtia och familjen isörtsväxter.

## Underarter
Arten delas in i följande underarter:
- L. w. grandifolia
- L. w. littlewoodii
- L. w. weigangiana